# Le Désespoir
Le Désespoir est un poème d'Alphonse de Lamartine paru dès la première publication des Méditations poétiques en 1820.

## Historique
Ce poème est extrait du recueil Méditations poétiques écrite par Alphonse de Lamartine, poète romantique du XIXe siècle et publié en 1820. Publié à la 6e place dans ce recueil, il succède au poème Le Vallon, et précède le poème La Providence à l'homme.